# Jacob Magnus Nordencreutz
Jacob Magnus Nordencreutz, född den 8 januari 1763 i Stockholm, död den 21 maj 1834 i Uppsala, var en svensk militär. Han var son till Fredric Jacob Nordencreutz och farfars far till Brita Nordencreutz. 
Nordencreutz, som vid sin död var överstelöjtnant och fortifikationsbefälhavare i Landskrona, var liksom fadern en framstående fortifikationsofficer. Han var 1793–1796 lärare i fortifikation för kung Gustav IV Adolf och uppförde Uppsala universitets biblioteksbyggnad, Carolina Rediviva.